# Кусторовка
Кусторовка (укр. Кусторівка), село,
Качаловский сельский совет,
Краснокутский район,
Харьковская область.
Код КОАТУУ — 6323581705. Население по переписи 2001 года составляет 44 (19/25 м/ж) человека.

## Географическое положение
Село Кусторовка находится на расстоянии в 2 км от села Шевченково.
Рядом с селом больший садовые массивы.

## История
- 1750 — дата основания.